# Palha
Palha est l'un des plus prestigieux élevages (ganadería) portugais de toros de lidia du XXe siècle et du début du XXIe siècle.

## Présentation
D'ancienneté du 4 novembre 1883, l'élevage se compose de nos jours de deux lignées issues du sang Pinto Barreiros, et Parladé. Cet élevage est le plus redouté des élevages lusitaniens. Les taureaux sont imposants de trapio  avec un cornage généralement très développé.
Avec les Miura, la ganaderia de Palha est la seule qui soit restée plus de cent cinquante ans dans les mains d'une même famille, ce qui en fait un élevage de prestige. Dans les années 1920, les Palha étaient très redoutés et surnommés les « Miuras portugais » en raison de leur origine Tulio Vázquez. En l'espace de cinq années, trois toreros sont décédés sous les cornes des Palha : le rehiletero « Pelucho » en 1923, « Felix Moreno » en 1927 ainsi que le picador « El Colorao » en 1928.
Dans les années 1990, Joao Folque de Mendoça, l'actuel gérant, a souhaité apporter des origines externes pour améliorer la caste de ses animaux. C'est ainsi qu'il importe des étalons de Torrealta (origine Domecq) et de Baltasar Ibán.

Taureaux de Palha à Céret de toros en 2022.
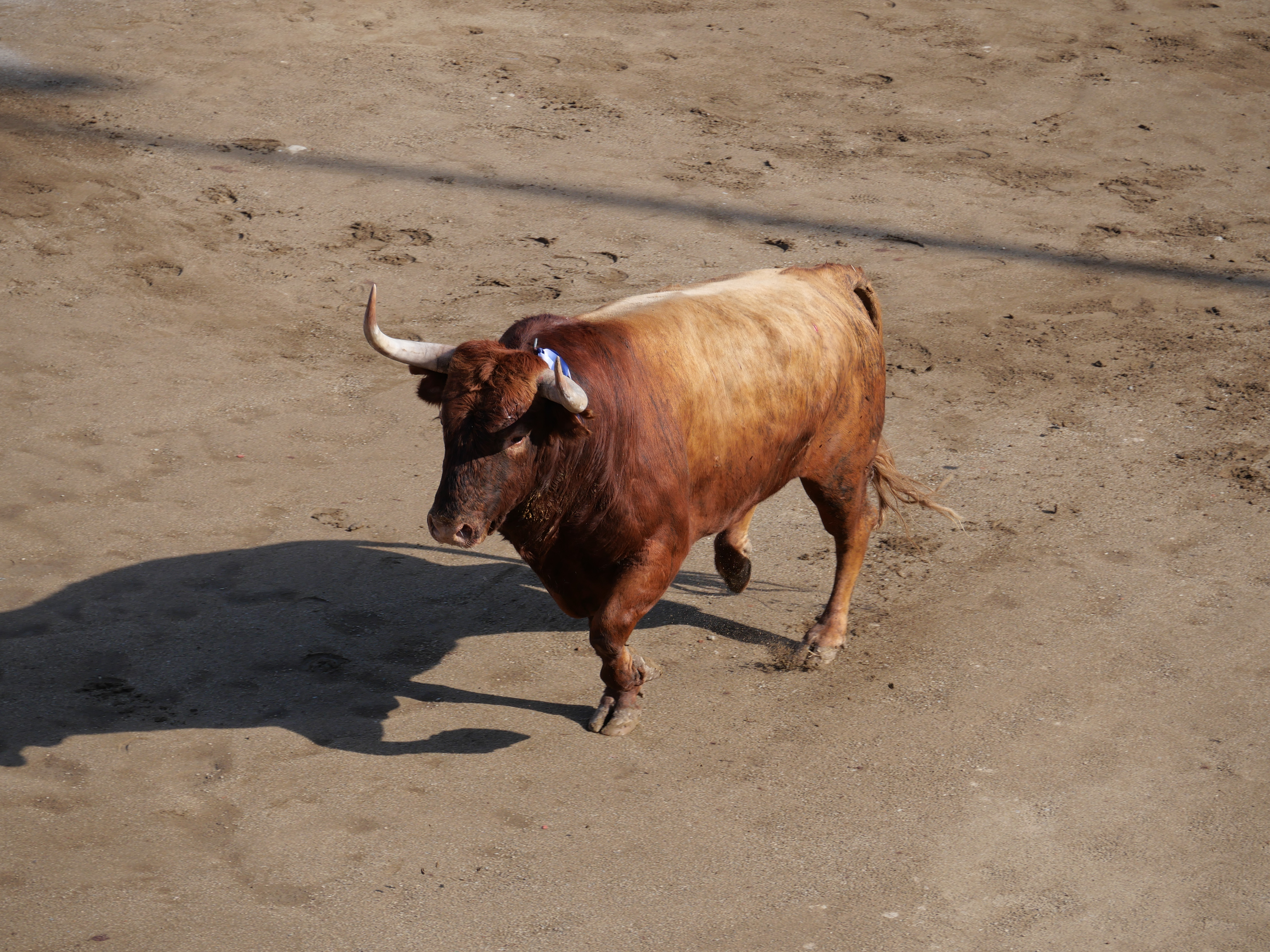
Lumbrero
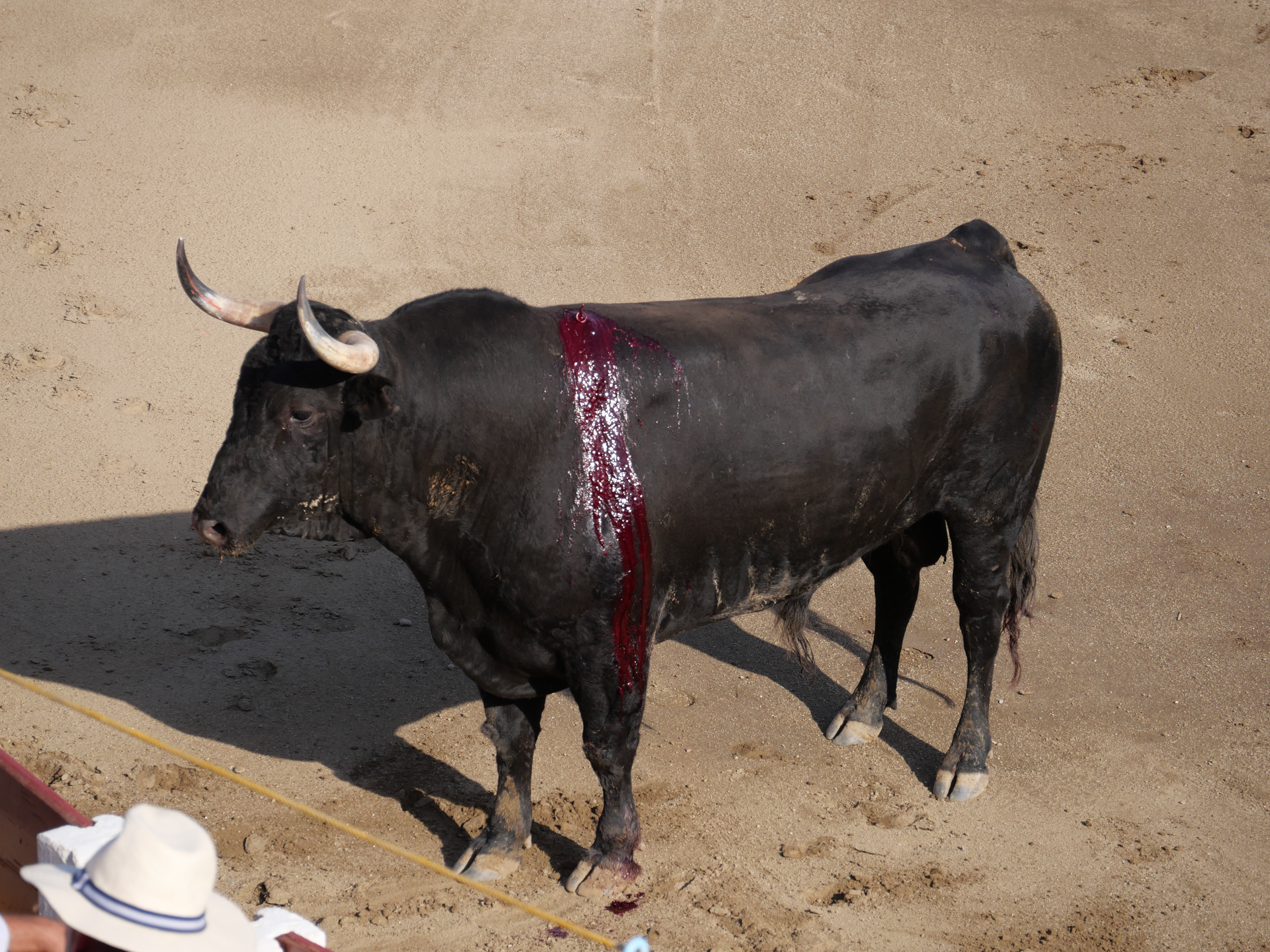
Peluquero
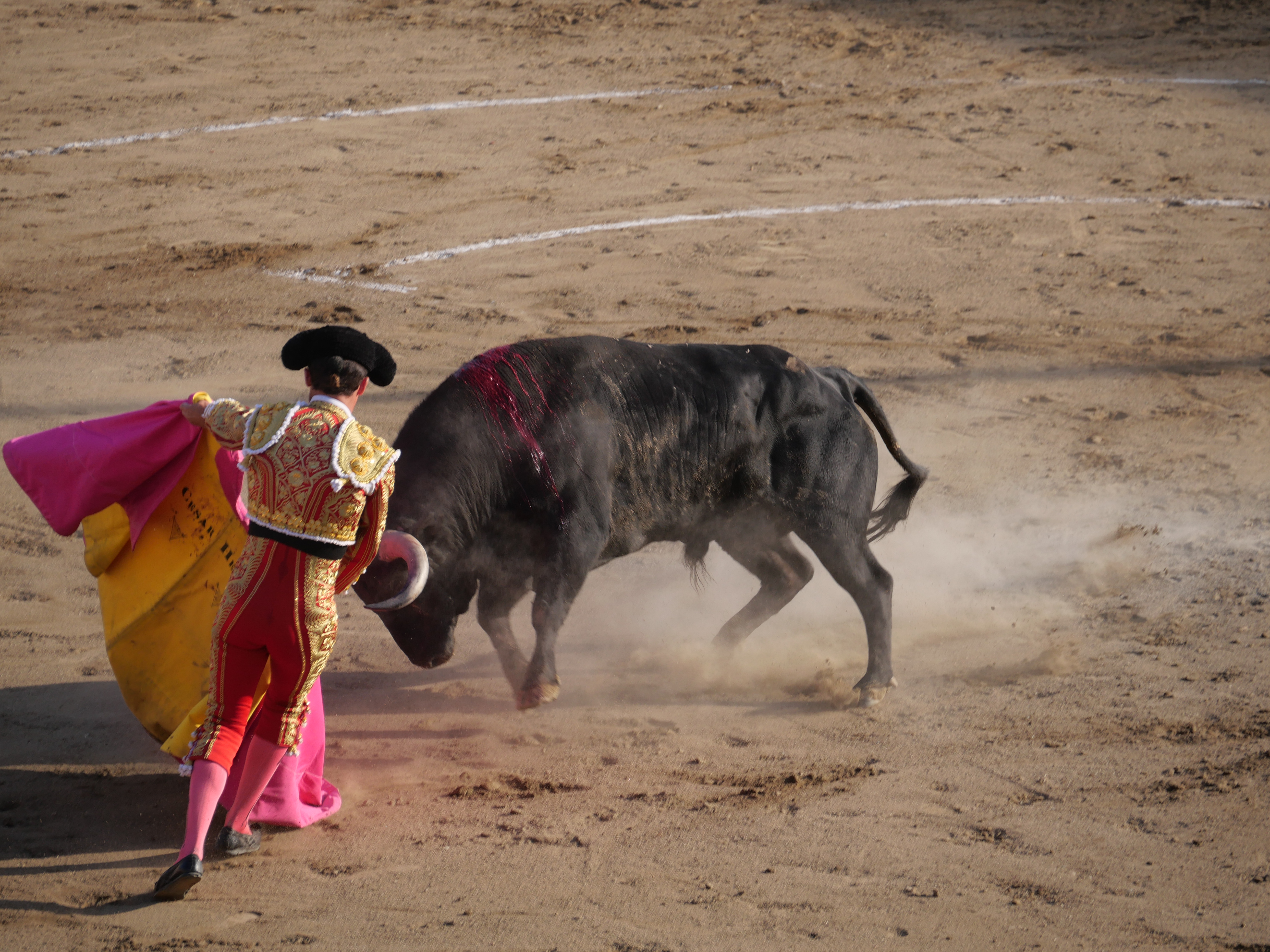
Tesugo
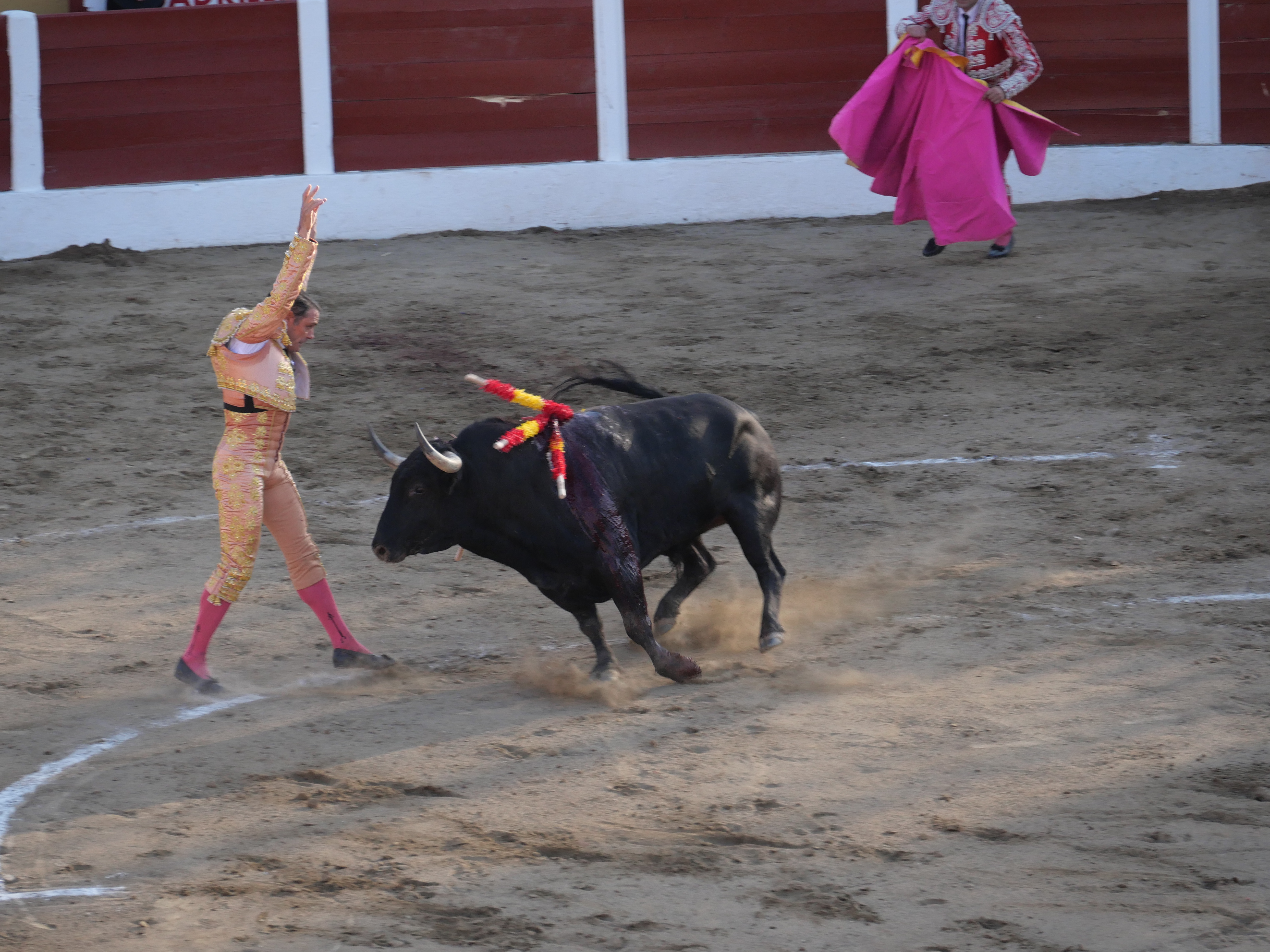
Peletero
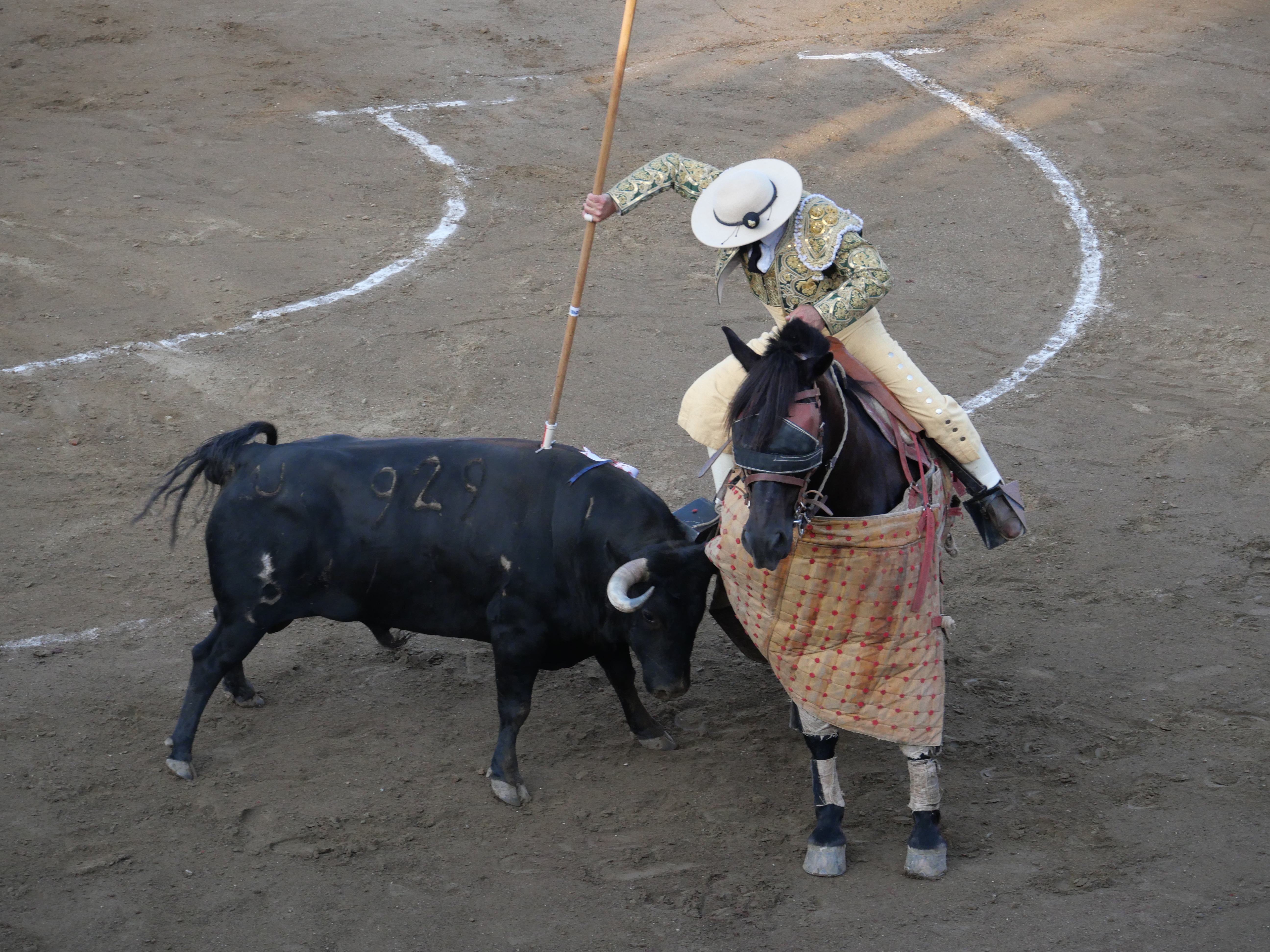
Barberito
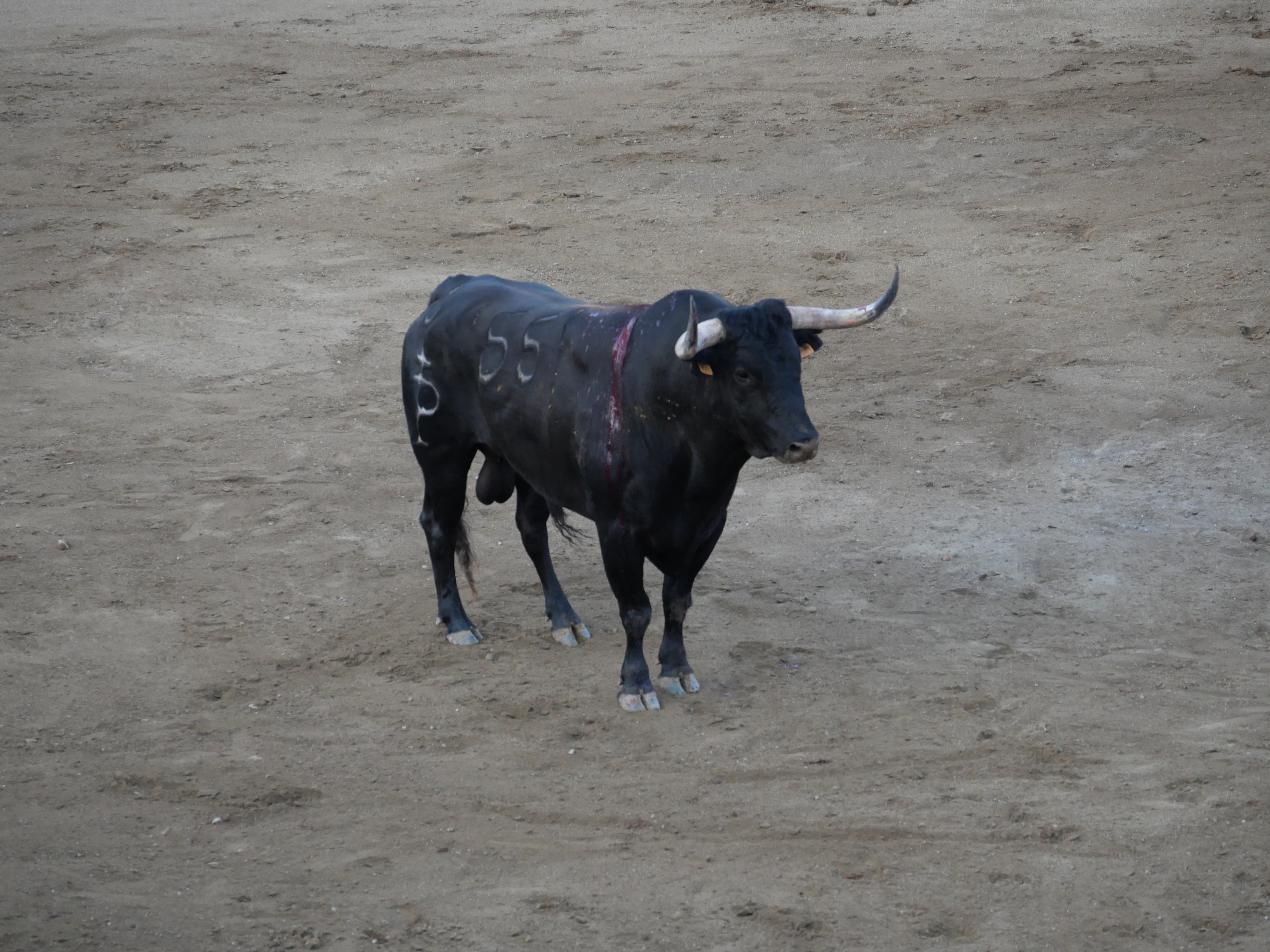
Saltillo